# Burkhardsberg

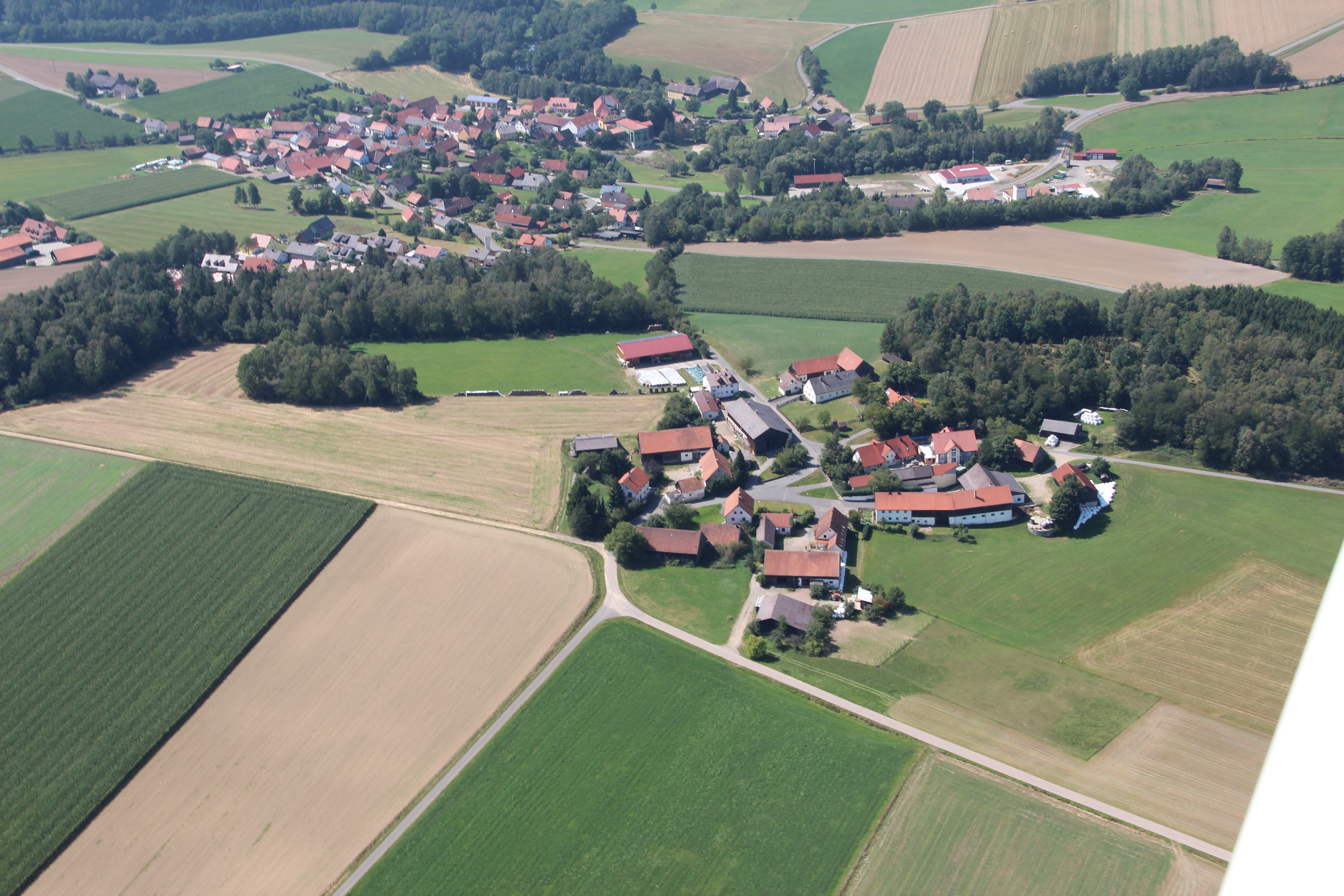
Burkhardsberg, Fuchsberg (2012)

Burkhardsberg ist ein Gemeindeteil von Teunz im Oberpfälzer Landkreis Schwandorf, Bayern.

## Geographische Lage
Burkhardsberg liegt am oberen Hang der 596 bis 598 m hohen Platte nordöstlich von Fuchsberg.

## Geschichte
Zum Stichtag 23. März 1913 (Osterfest) wurde Burkhardsberg als Teil der Pfarrei Teunz mit „8 Häusern und 60 Einwohnern“ aufgeführt.
Am 31. Dezember 1990 hatte Burkhardsberg 32 Einwohner und gehörte zur Pfarrei Teunz.

## Kultur und Sehenswürdigkeiten
Am Hang östlich von Burkhardsberg gibt es eine alte Hutheide,
die vom Bund Naturschutz durch intensive Beweidung mit 
Ziegen erhalten wird.
Durch Burkhardsberg verläuft der Burgenweg.
Vom in nördlicher Richtung einen Kilometer entfernten Kühried kommt der Fränkische Jakobsweg, der mit einer weißen Muschel auf hellblauem Grund markiert ist. Nächste Station am Fränkischen Jakobsweg ist die Jakobskirche von Fuchsberg, einen Kilometer südlich von Burkhardsberg.

## Bildergalerie

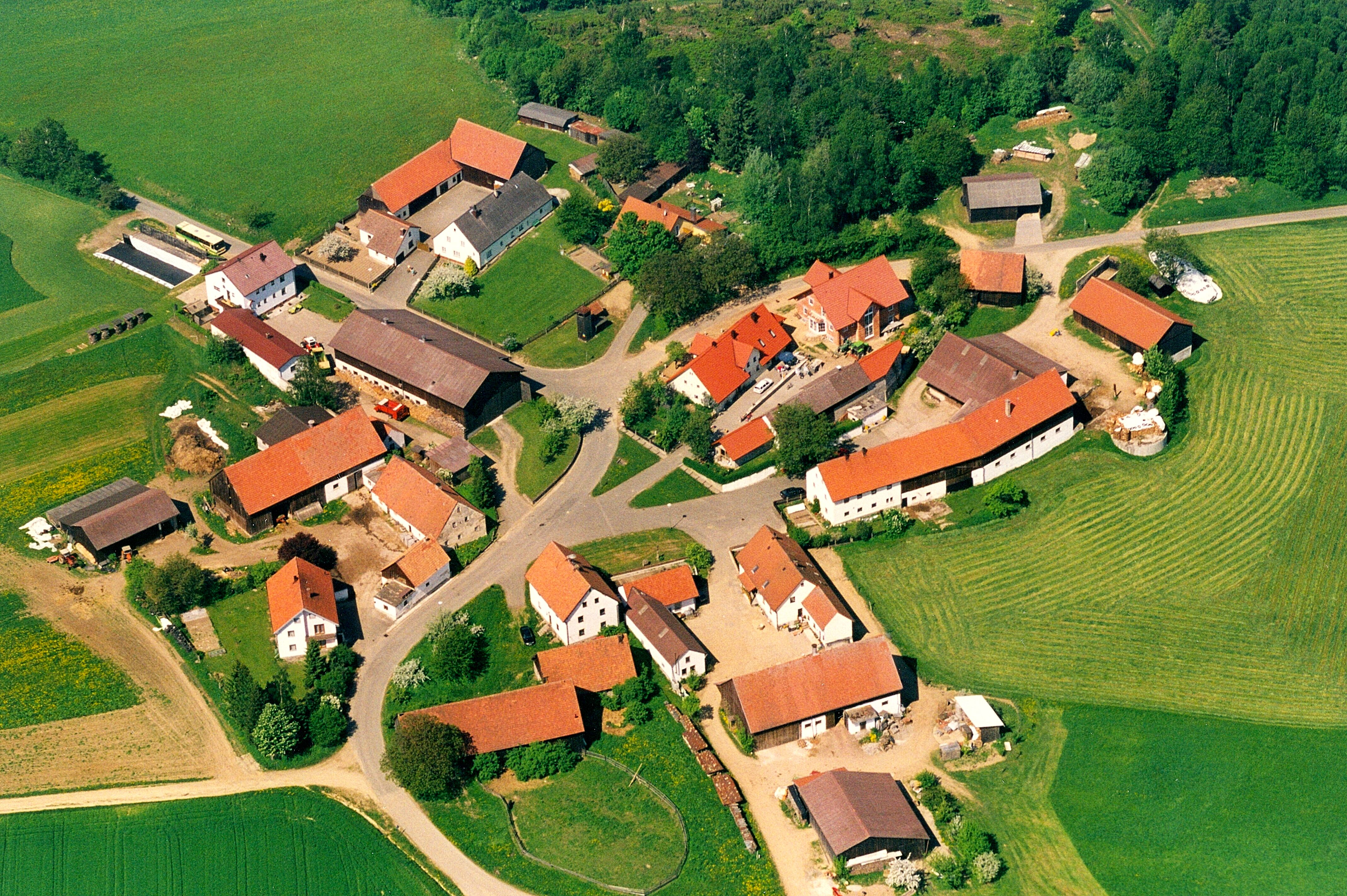
Burkhardsberg (2000)
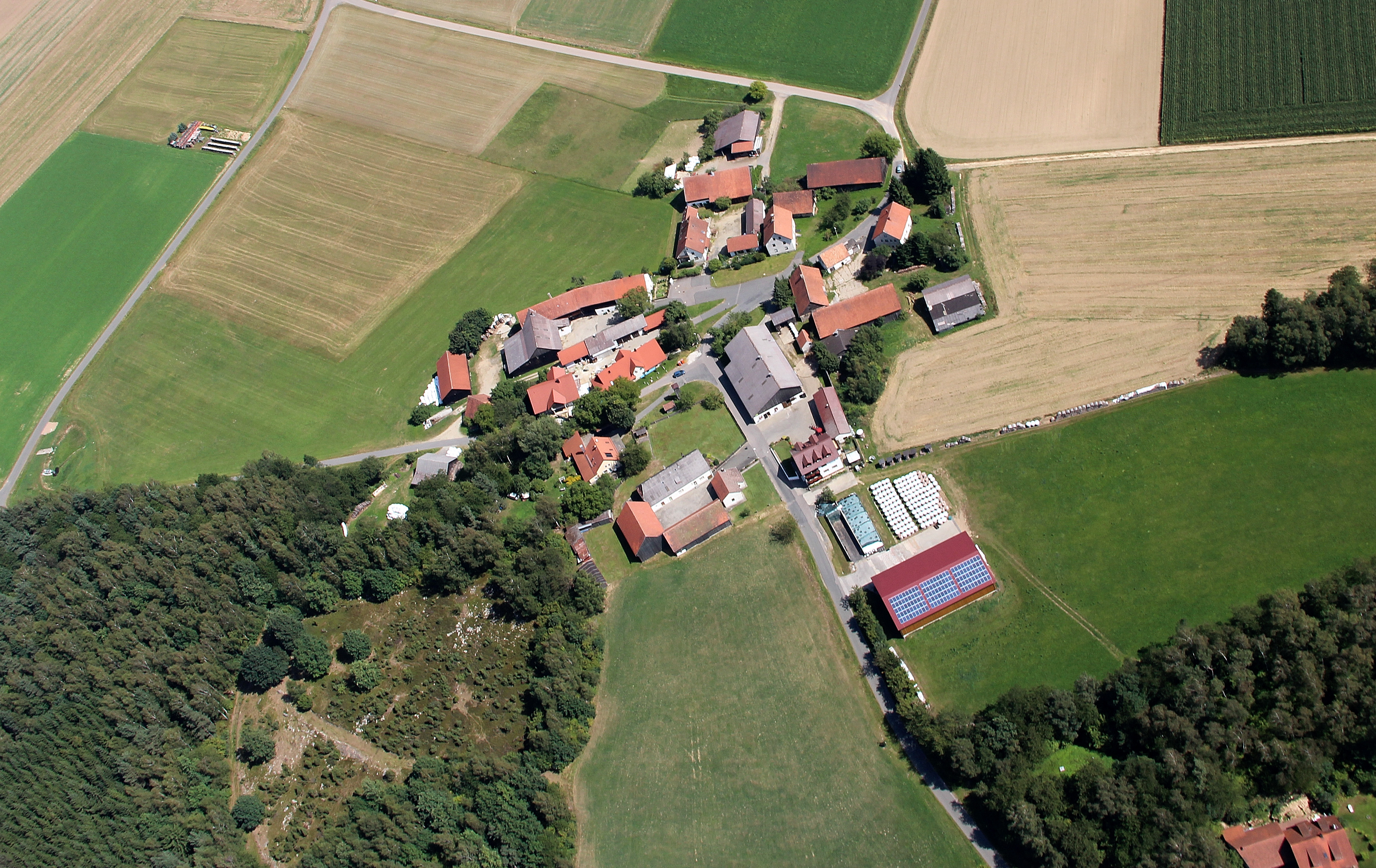
Burkhardsberg (2012)